# Beggar Julia's Time Trip
Beggar Julia's Time Trip je drugi studijski album nizozemske skupine Ekseption. Album je osvojil Edisonovo nagrado za album leta 1970.

## Seznam skladb
| A stran | A stran                                                               | A stran |
| Št.     | Naslov                                                                | Dolžina |
| ------- | --------------------------------------------------------------------- | ------- |
| 1.      | „Ouverture‟ (Rick van der Linden)                                     | 3:21    |
| 2.      | „Prologue‟ (Linda van Dyck, Rick van der Linden)                      | 2:23    |
| 3.      | „Julia‟ (Michel van Dijk, Rick van der Linden)                        | 2:21    |
| 4.      | „Flying Power‟                                                        | 0:31    |
| 5.      | „Adagio‟ (Tomaso Albinoni / arr. Rick van der Linden)                 | 3:45    |
| 6.      | „Space I‟ (Johann Sebastian Bach / arr. Rick van der Linden)          | 0:44    |
| 7.      | „Italian Concerto‟ (Johann Sebastian Bach / arr. Rick van der Linden) | 4:59    |

| B stran | B stran                                                       | B stran |
| Št.     | Naslov                                                        | Dolžina |
| ------- | ------------------------------------------------------------- | ------- |
| 1.      | „Concerto‟ (Peter Iljič Čajkovski / arr. Rick van der Linden) | 3:52    |
| 2.      | „Space II‟ (Rick van der Linden)                              | 0:26    |
| 3.      | „Pop Giant‟ (Michel van Dijk, Rick van der Linden)            | 3:54    |
| 4.      | „Space III‟ (Rick van der Linden)                             | 0:22    |
| 5.      | „Feelings‟ (Rick van der Linden)                              | 3:09    |
| 6.      | „Epilogue‟ (Linda van Dyck, Rick van der Linden)              | 0:57    |
| 7.      | „Finale: Music for Mind/Theme Julia‟ (Rick van der Linden)    | 3:55    |

## Zasedba

### Ekseption
- Dennis Whitbread – bobni, tolkala
- Cor Dekker – bas kitara
- Dick Remelink – saksofon, flavta
- Rick van der Linden – klaviature
- Michel van Dijk – vokal, tolkala
- Rein van den Broek – trobenta

### Gostje
- Eric van Lier – trombon, tuba
- Linda van Dyck – vokal
- Tony Vos – saksofon, tolkala, elektronika